# Callisthène
Pour l’article ayant un titre homophone, voir Calystène.
Cet article concerne l'historien grec. Pour le vainqueur olympique, voir Callisthène de Sparte.

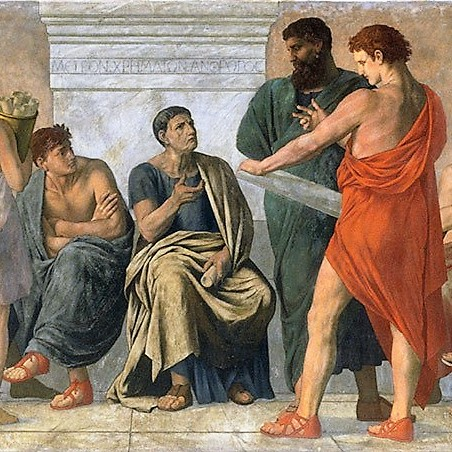
Gustav Spangenberg, L'École d'Aristote (détail), avec Callisthène à droite.

Callisthène (grec ancien : Καλλισθένης, Kallisthénès) est un historien grec né à Olynthe (vers 360-327 av. J.-C.). Il est le neveu d'Aristote, dont il a reçu l'enseignement, et l'historiographe officiel d'Alexandre le Grand avant d'être placé en captivité à la suite de la conjuration des pages.

## Biographie

### Sous le règne d'Alexandre
Callisthène est le neveu d'Aristote, qui le forme ainsi qu'Alexandre le Grand et Théophraste, dont il devient l'ami et qui lui dédiera, quelques années plus tard, son Callisthène. Il reçoit cet enseignement à Assos en Asie Mineure où Aristote s'est installé en 347 av. J.-C., créant pendant trois ans une sorte de succursale de l'Académie, avec vraisemblablement la présence de Théophraste, Callisthène et Nélée de Scepsis.
Vers 335, Callisthène accompagne Alexandre durant la conquête de l'Empire perse en tant qu'historiographe officiel. Il rédige un ouvrage intitulé Récit de la campagne d'Alexandre dont il envoie des comptes rendus en Grèce et en Macédoine. D'après Porphyre, cité par Simplicius, il envoie à Aristote un recueil d'observations astronomiques ininterrompues depuis 2230 av. J.-C. jusqu'à lui (c'est-à-dire 325 av. J.-C.), trouvées à Babylone, mais qui sont perdues. Il explore, lors du passage de l'expédition en Égypte, la région du Haut-Nil et en fait un rapport à Alexandre.

### Emprisonnement et mort de Callisthène
De mœurs sévères, Callisthène blâme les excès auxquels se livre Alexandre ; il refuse de reconnaître sa divinité, et a même le malheur de lui déplaire par quelques railleries. Il semblerait que Callisthène ait encouru la disgrâce d'Alexandre parce qu'il témoigne de la répugnance à se rendre à des dîners où l'on boit trop ; qu'un jour même, une certaine coupe, appelée « coupe d'Alexandre », et d'une dimension énorme, étant venue à son tour jusqu'à lui, Callisthène l'a repoussée, s'écriant « qu'il ne voulait pas boire en Alexandre, pour avoir ensuite besoin d’Asclépios ». 
En 327 av. J.-C., Callisthène adresse une protestation officielle au roi quand celui-ci cherche à imposer à ses officiers grecs et macédoniens de se prosterner devant lui selon le rite perse de la proskynèse. Alexandre finit par comprendre qu'il doit renoncer à ce cérémonial. Mais, la même année, Callisthène se retrouve impliqué dans la conjuration des pages par son ancien élève, Hermolaos qui a tenté d'assassiner Alexandre qu'il considère comme un despote. Probablement innocent, Callisthène est jeté en prison à Bactres. Il meurt en captivité quelques mois plus tard. Il n'existe pas de consensus sur les circonstances de sa mort : certains sources disent qu'il est mort de mort naturelle, d'autres qu'il a été tué par pendaison, crucifiement ou sous la torture. La thèse de la mort naturelle laisse à penser qu'Alexandre le maintient en captivité pour le faire juger par la Ligue de Corinthe pour trahison.
Callisthène aurait par ailleurs reçu une lettre d'Aristote, peut-être apocryphe, dans laquelle ce dernier condamne les dérives tyranniques d'Alexandre inspirées par le philosophe Anaxarque. Justin rapporte que Lysimaque, qui s'est opposé à Alexandre en aidant Callisthène à mourir par le poison pour abréger ses souffrances, a été jeté aux lions, mais, qu'ayant fini par terrasser le fauve, il devient un favori du roi. La mort de Callisthène amène Aristote à s'éloigner de son ancien élève.
Une statue de Callisthène réalisée par Amphistrate est située à l'époque de Pline l'Ancien dans les jardins de Servilius.

## Œuvres
Avant son départ pour l'Asie, Callisthène a composé une Histoire grecque et une Histoire de la Guerre sacrée dont il ne subsiste rien. Il a commencé en Asie une Histoire d'Alexandre dont le récit s'arrête vers 328 av. J.-C.. Le dernier événement mentionné dans les fragments de Callisthène est la bataille de Gaugamèles (331) ; mais Strabon (Géographie, XI, 14, 13) évoque d'après Callisthène le fleuve Iaxarte atteint en 328. Cet ouvrage semble avoir été largement utilisé dans l'Antiquité bien que son impartialité soit douteuse. On retrouve quelques passages dans l'Anabase d'Arrien et dans une Vie d'Alexandre, fragmentaire, rédigée par Amyntianus au IIIe siècle. On retrouve en outre quelques fragments des ouvrages de Callisthène dans les Histoires de Polybe, parfois commentés, critiqués ou rectifiés. Enfin, il existe sous le nom du Pseudo-Callisthène une version légendaire de l'épopée d'Alexandre, La Vie et les hauts faits d'Alexandre de Macédoine, composée au IIIe siècle, qui a inspiré le Roman d'Alexandre au Moyen Âge.